# Cédalion

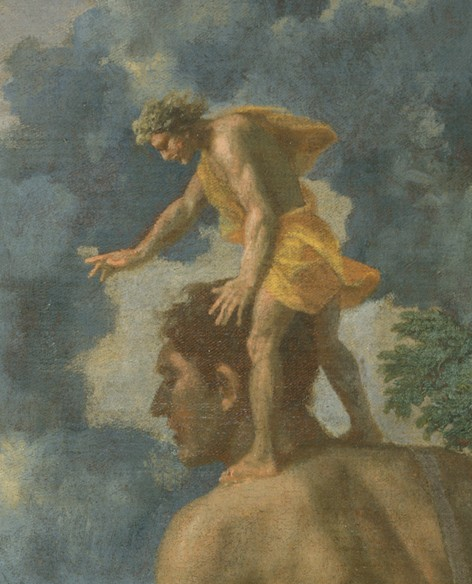
Cédalion perché sur les épaules d'Orion, détail dOrion aveugle cherchant le soleil de Nicolas Poussin, 1658

Dans la mythologie grecque, Cédalion (en grec ancien Κηδαλίων / Kêdalíôn) est un forgeron qui aurait enseigné l'art de travailler les métaux à Héphaïstos.
Il aida Orion à retrouver la vue en le guidant, placé sur les épaules de ce dernier. Sophocle a écrit un drame satyrique sur le sujet intitulé Cédalion, aujourd'hui perdu.

## Source
- Pierre Grimal, Dictionnaire de la mythologie grecque et romaine, Paris, Presses universitaires de France, coll. « Grands dictionnaires », 1999 (1re éd. 1951) (ISBN 2-13-050359-4), p. 83 a.